# Eupithecia viduata
Eupithecia viduata là một loài bướm đêm trong họ Geometridae.